# Berufshaftpflichtversicherung für Rechtsanwälte
Die Berufshaftpflichtversicherung der Rechtsanwälte ist in Deutschland eine Pflichtversicherung der Rechtsanwälte, die Vermögensschäden deckt, die bei einer typischerweise dem anwaltlichen Berufsbild zuzuordnenden Tätigkeit entstehen.
Die Versicherungspflicht gilt auch für Partnerschaftsgesellschaften mit beschränkter Berufshaftung (§ 51a BRAO).
Nicht abgedeckt sind Personen- und Sachschäden.
Die Versicherung muss sowohl im Verfahren der (Erst-)Zulassung zur Rechtsanwaltschaft als auch während der gesamten Dauer der Anwaltstätigkeit lückenlos nachgewiesen werden (§ 51 Abs. 1 Satz 1 BRAO). Ohne diesen Nachweis ist eine Anwaltszulassung zu versagen bzw. zu widerrufen (§ 14 Abs. 2 Nr. 9 BRAO).
Die Versicherungsgesellschaft hat den Beginn und die Beendigung oder Kündigung des Versicherungsvertrages sowie jede Änderung des Versicherungsvertrages der zuständigen Rechtsanwaltskammer unverzüglich mitzuteilen (§ 51 Abs. 6 BRAO). Die Anwaltskammer erteilt Dritten zur Geltendmachung von Schadensersatzansprüchen im Einzelfall Auskunft über die Versicherung.
Die Versicherungssumme muss derzeit mindestens 250.000 Euro pro Versicherungsfall betragen. Die Leistung für alle innerhalb eines Versicherungsjahres verursachten Schäden kann auf 1.000.000 Euro begrenzt werden. Im Einzelfall ist auch eine Höherversicherung möglich. Soweit die Prämie auf Haftungsbeträge von mehr als 30 Mio. € entfällt, kann der Anwalt die Mehrkosten dem Mandanten anteilig in Rechnung stellen (Nr. 7007 des Vergütungsverzeichnisses zum RVG).
Haftungsansprüche gegen Rechtsanwälte verjähren in drei Jahren (§ 195 BGB) ab dem Schluss des Jahres, in dem der Anspruch entstanden ist (§ 199 Abs. 1 Nr. 1 BGB) und der Mandant von der Person des Schuldners und von den den Anspruch begründenden Umständen Kenntnis erlangt oder ohne grobe Fahrlässigkeit erlangen müsste (§ 199 Abs. 1 Nr. 2 BGB). Da der Mandant regelmäßig juristischer Laie und dem Anwalt an Fachkenntnis unterlegen ist, beginnt die Verjährungsfrist erst, wenn der Mandant nicht nur die wesentlichen tatsächlichen Umstände kennt, sondern auch Kenntnis von solchen Tatsachen erlangt, aus denen sich für ihn – zumal wenn er juristischer Laie ist – ergibt, dass der Rechtsberater von dem üblichen rechtlichen Vorgehen abgewichen oder Maßnahmen nicht eingeleitet hat, die aus rechtlicher Sicht zur Vermeidung eines Schadens erforderlich waren. Die Mandanten eines Rechtsanwalts sind insoweit ähnlich schutzbedürftig wie Patienten gegenüber ihrem behandelnden Arzt, Amtshaftungsgläubiger oder Anleger.